# La Chute d'un caïd
Pour plus de détails, voir Fiche technique et Distribution.
La Chute d'un Caïd (The Rise and Fall of Legs Diamond) est un film américain réalisé par Budd Boetticher, sorti en 1960

## Synopsis
Jack "Legs" Diamond, un petit gangster, connaît une fulgurante mais brève ascension dans le monde du crime.

## Fiche technique
- Titre : La Chute d'un Caïd
- Titre original : The Rise and Fall of Legs Diamond
- Réalisation : Budd Boetticher
- Scénario : Joseph Landon
- Direction artistique : Jack Poplin
- Décors : Clarence I. Steensen
- Costumes : Howard Shoup
- Photographie : Lucien Ballard
- Son : Samuel F. Goode
- Montage : Folmar Blangsted
- Musique : Leonard Rosenman
- Production : Milton Sperling
- Production associée : Leon Chooluck
- Société de production : United States Productions
- Société de distribution : Warner Bros. Pictures
- Pays de production :  États-Unis
- Langue originale : anglais
- Format : Noir et blanc — 35 mm — 1,85:1 — son Mono (RCA Sound Recording)
- Genre : Biopic et film de gangsters
- Durée : 103 minutes
- Dates de sortie : 
  - États-Unis : 3 février 1960 (première à New York)
  - France : 12 octobre 1960
- Affiche : Jean Mascii (France)

## Distribution
- Ray Danton (VF : Jean Amadou) : Jack « Legs » Diamond
- Karen Steele (VF : Nelly Benedetti) : Alice Scott
- Elaine Stewart  (VF : Jacqueline Carrel) : Monica Drake
- Jesse White (VF : Claude Peran) : Leo « Butcher » Bremer
- Simon Oakland  (VF : Pierre Leproux) : le lieutenant de police Moody
- Robert Lowery (VF : Gerard Ferat) : Arnold Rothstein
- Gordon Jones (VF : Jean Violette) : le sergent de police Joe Cassidy
- Judson Pratt : « Fats » Walsh
- Warren Oates  (VF : Serge Sauvion) : Eddie Diamond
- Frank DeKova : le président
- Joseph Ruskin  (VF : Michel Gatineau) : Matt Moran
- Diane Cannon : Dixie
- Richard E. Gardner : Vince « Mad Dog » Coll
- Sid Melton : « Little » Augie
- Harry Swoger : « Big » Harry Weston
- Chet Stratton : La Tour
- Anne O'Neal : la directrice de l'école de danse

## À noter
- Le vrai Jack « Legs » Diamond (1899-1931) était un voleur de voitures dans les années 1920, qui fit de la contrebande pendant la prohibition et devint ainsi un gangster puissant. Son surnom (« Legs ») serait dû selon les sources à ses dons de danseur ou à sa rapidité en tant que voleur[1].